# Eshman-e Kamachal
Eshman-e Kamachal (em persa: اشمان كماچال, também romanizada como Eshmān-e Kamāchāl, Ashmān Kāmchāl e Eshmān Komāchāl; também conhecida como Akhshām Chāl, Ashkāmchāl, Ashkām Chāl, Ashkemchal’, Eshkām-Chāl e Komāchāl) é uma aldeia do distrito rural de Kiashahr, situada no condado de Astaneh-ye Ashrafiyeh, na província de Gilan, no Irã. Segundo o censo de 2006, sua população era de 373, em 118 famílias.